# Geranium endressii
Geranium endressii là một loài thực vật có hoa trong họ Mỏ hạc. Loài này được J.Gay mô tả khoa học đầu tiên năm 1832.

## Hình ảnh

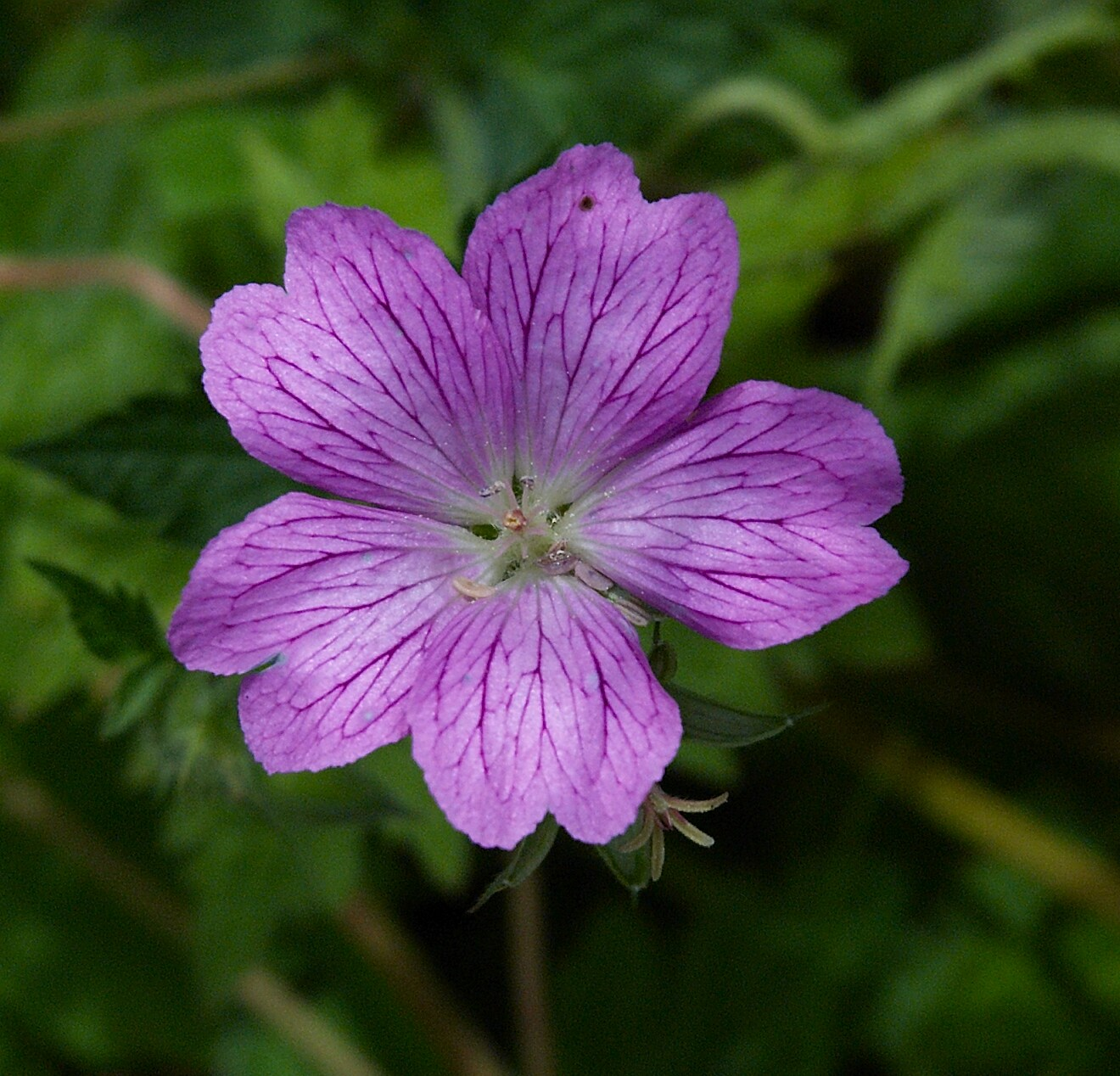
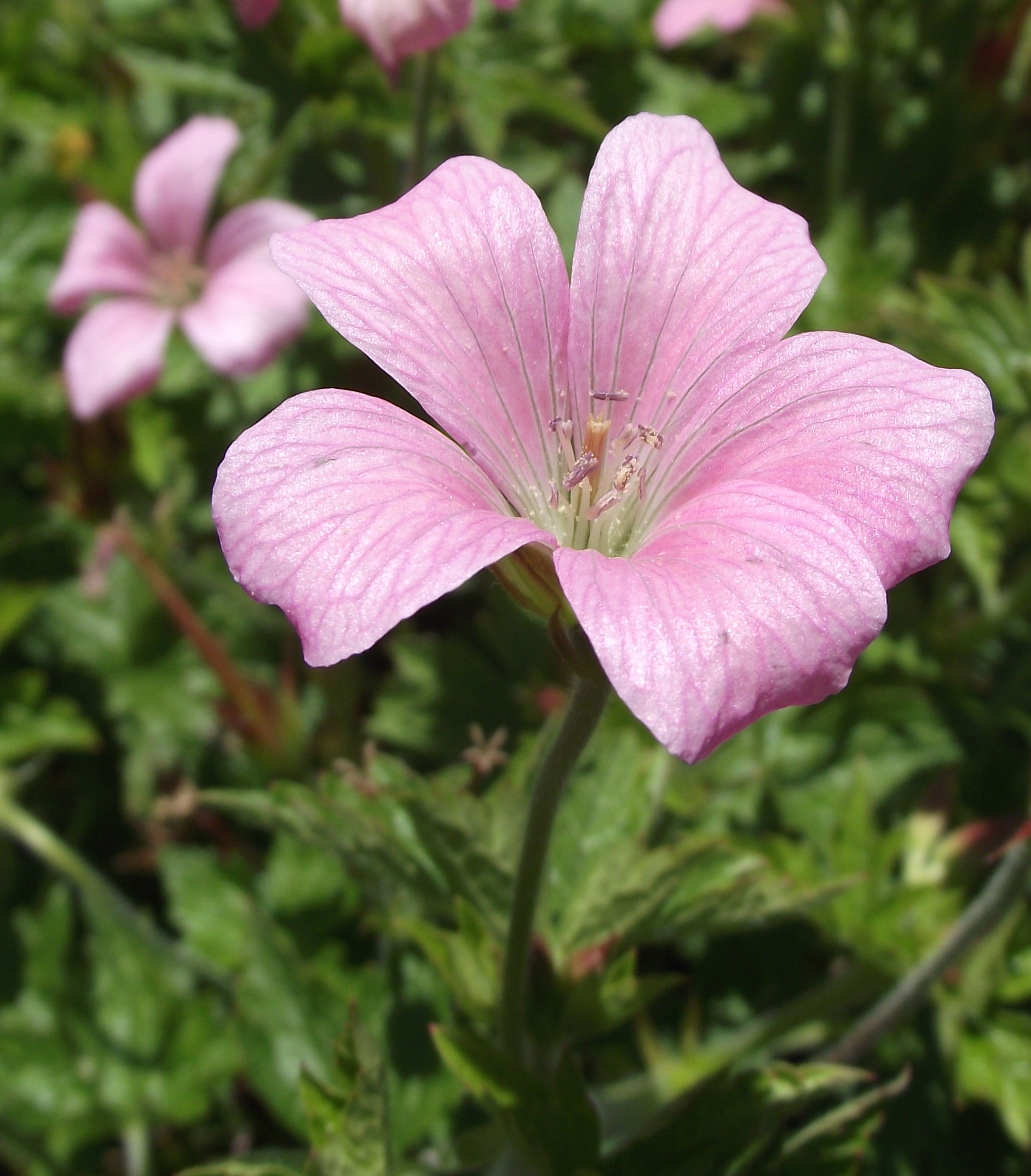
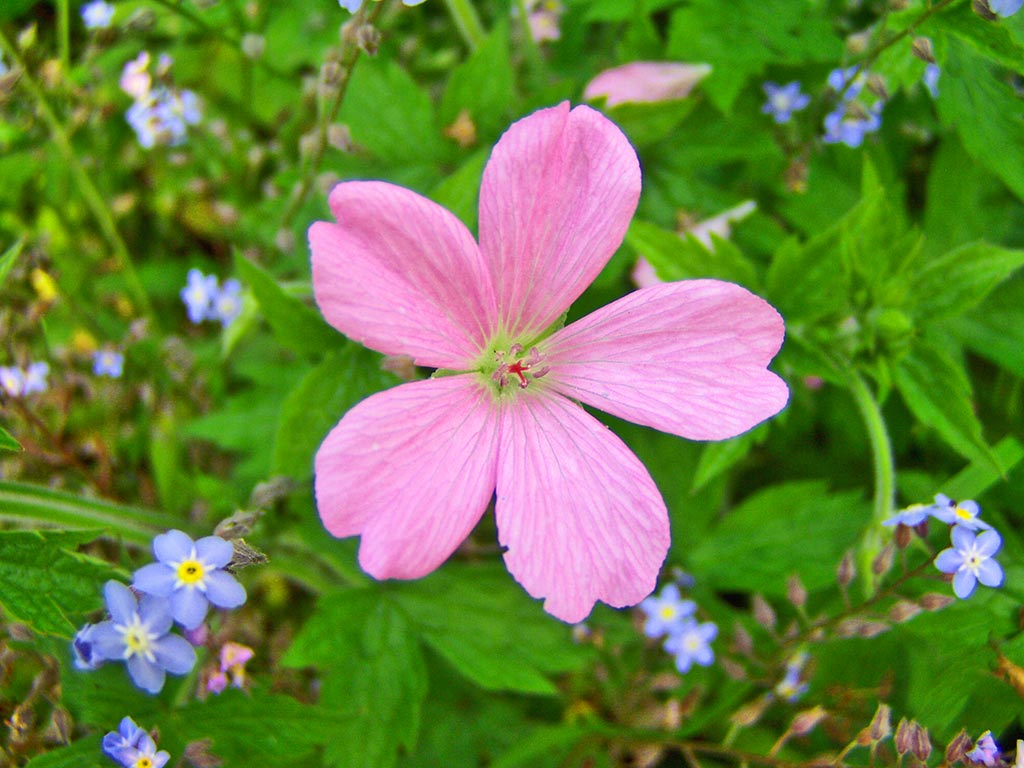
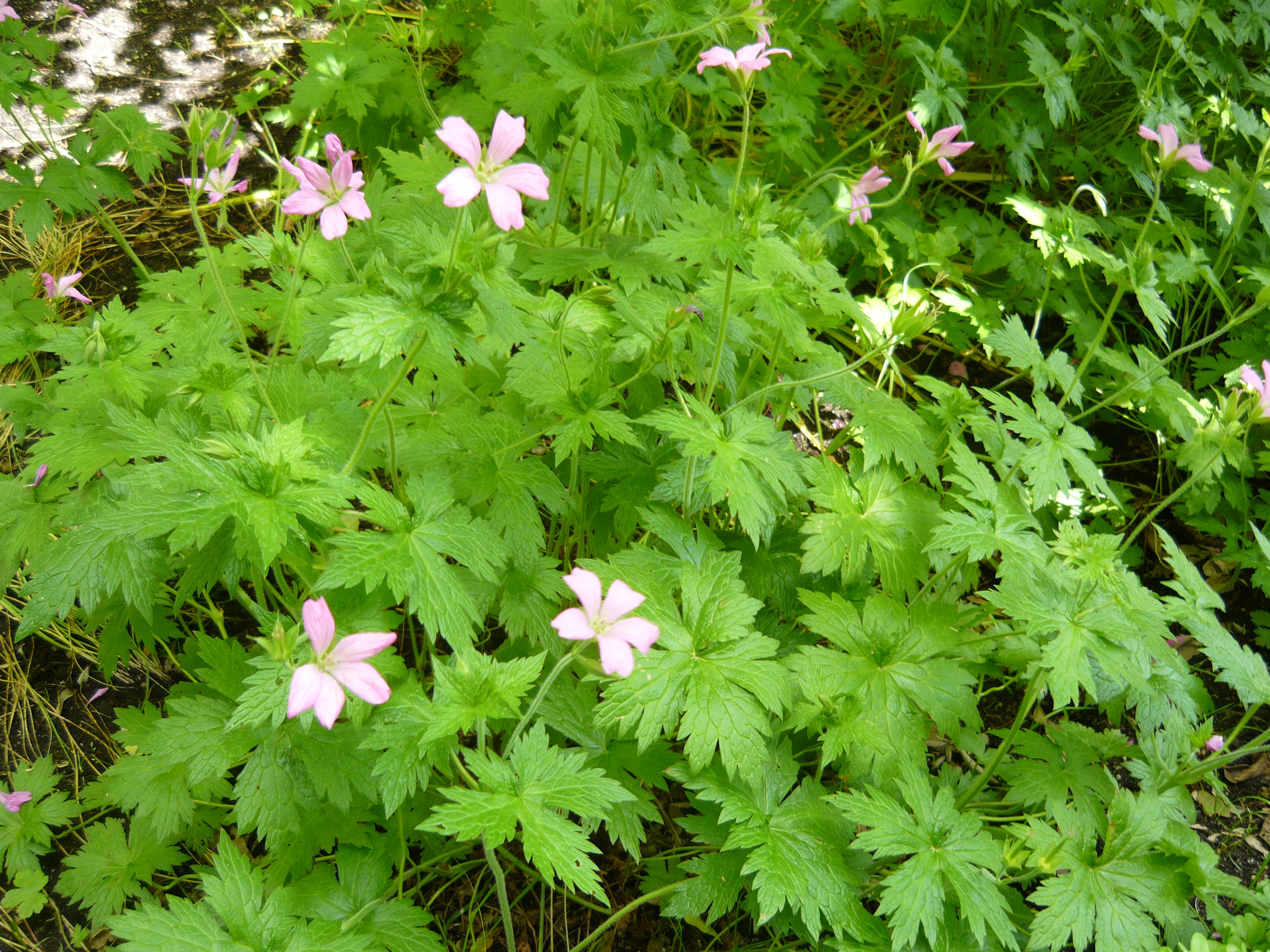